# Finlande aux Jeux olympiques d'été de 2016
La Finlande participe aux Jeux olympiques d'été de 2016 à Rio de Janeiro au Brésil du 5 août au 21 août. Il s'agit de sa 25e participation à des Jeux d'été.

## Médaillés

### Médaille de bronze
| Sport                   | Discipline          | Athlète(s)    | Performance | Date    |
| ----------------------- | ------------------- | ------------- | ----------- | ------- |
| Médailles de bronze : 1 |                     |               |             |         |
| Boxe                    | Poids légers femmes | Mira Potkonen |             | 17 août |

| Sport |   |   |   | Total |
| Boxe  | 0 | 0 | 1 | 1     |
| Total | 0 | 0 | 1 | 1     |

| Jour    |   |   |   | Total |
| 6 août  | 0 | 0 | 0 | 0     |
| 7 août  | 0 | 0 | 0 | 0     |
| 8 août  | 0 | 0 | 0 | 0     |
| 9 août  | 0 | 0 | 0 | 0     |
| 10 août | 0 | 0 | 0 | 0     |
| 11 août | 0 | 0 | 0 | 0     |
| 12 août | 0 | 0 | 0 | 0     |
| 13 août | 0 | 0 | 0 | 0     |
| 14 août | 0 | 0 | 0 | 0     |
| 15 août | 0 | 0 | 0 | 0     |
| 16 août | 0 | 0 | 0 | 0     |
| 17 août | 0 | 0 | 1 | 1     |
| 18 août | 0 | 0 | 0 | 0     |
| 19 août | 0 | 0 | 0 | 0     |
| 20 août | 0 | 0 | 0 | 0     |
| 21 août | 0 | 0 | 0 | 0     |

## Athlétisme
Hommes
Courses
| Athlète         | Épreuve          | Séries   | Séries | Quarts de finale | Quarts de finale | Demi-finales | Demi-finales | Finale          | Finale  |
| Athlète         | Épreuve          | Résultat | Rang   | Résultat         | Rang             | Résultat     | Rang         | Résultat        | Rang    |
| --------------- | ---------------- | -------- | ------ | ---------------- | ---------------- | ------------ | ------------ | --------------- | ------- |
| Oskari Mörö     | 400 mètres haies | 49 s 04  | 4e     | NC               | NC               | 49 s 75      | 7e           | Eliminé         | Eliminé |
| Jarkko Kinnunen | 50km marche      | NC       | NC     | NC               | NC               | NC           | NC           | 3 h 55 min 43 s | 23e     |
| Aleksi Ojala    | 50km marche      | NC       | NC     | NC               | NC               | NC           | NC           | DSQ             | /       |
| Aku Partanen    | 50km marche      | NC       | NC     | NC               | NC               | NC           | NC           | DNF             | /       |

Concours
| Athlétes        | Compétitions      | Série    | Série | Finale   | Finale  |
| --------------- | ----------------- | -------- | ----- | -------- | ------- |
| Athlétes        | Compétitions      | Résultat | Rang  | Résultat | Rang    |
| David Söderberg | Lancer du marteau | 74,64 m  | 7e    | 74,61 m  | 8e      |
| Antti Ruuskanen | Lancer du javelot | 82,20 m  | 11e   | 83,05 m  | 6e      |
| Tero Pitkämäki  | Lancer du javelot | 79,56 m  | 21e   | Éliminé  | Éliminé |
| Ari Mannio      | Lancer du javelot | 77,73 m  | 28e   | Éliminé  | Éliminé |

Femmes
Courses
| Athlète              | Épreuve          | Séries   | Séries | Quarts de finale | Quarts de finale | Demi-finales | Demi-finales | Finale              | Finale              |
| Athlète              | Épreuve          | Résultat | Rang   | Résultat         | Rang             | Résultat     | Rang         | Résultat            | Rang                |
| -------------------- | ---------------- | -------- | ------ | ---------------- | ---------------- | ------------ | ------------ | ------------------- | ------------------- |
| Sandra Eriksson      | 3 000m steeple   | NC       | NC     | 9 min 56 s 77    | 15e              | Éliminé      | Éliminé      | Éliminé             | Éliminé             |
| Anne-Mari Hyryläinen | marathon         | NC       | NC     | NC               | NC               | NC           | NC           | 2 h 39 min 02 s–51e | 2 h 39 min 02 s–51e |
| Nooralotta Neziri    | 100 mètres haies | 12 s 88  | 3e     | NC               | NC               | 13 s 04      | 6e           | Éliminé             | Éliminé             |

Concours
| Athlète          | Épreuve          | Qualification | Qualification | Finale   | Finale |
| Athlète          | Épreuve          | Distance      | Rang          | Distance | Rang   |
| ---------------- | ---------------- | ------------- | ------------- | -------- | ------ |
| Kristiina Mäkelä | triple saut      |               |               |          |        |
| Wilma Murto      | saut à la perche |               |               |          |        |
| Minna Nikkanen   | Saut à la perche |               |               |          |        |

## Badminton
| Athlète      | Compétition  | Phase de groupes            | Phase de groupes                 | Phase de groupes | Phase de groupes | 1/8e de finale   | Quarts de finale | Demi-finales     | Finale           | Finale   |
| Athlète      | Compétition  | Adversaire Score            | Adversaire Score                 | Adversaire Score | Rang             | Adversaire Score | Adversaire Score | Adversaire Score | Adversaire Score | Rang     |
| ------------ | ------------ | --------------------------- | -------------------------------- | ---------------- | ---------------- | ---------------- | ---------------- | ---------------- | ---------------- | -------- |
| Nanna Vainio | Simple dames | battue par Marín 6-21, 4-21 | battue par Kjærsfeldt 9-21, 8-21 | NC               | 3e Gr. A         | Éliminée         | Éliminée         | Éliminée         | Éliminée         | Éliminée |

## Cyclisme

### Cyclisme sur route
| Athlète       | Compétition            | Temps   | Rang    |
| ------------- | ---------------------- | ------- | ------- |
| Lotta Lepistö | Course en ligne femmes | abandon | abandon |

## Équitation

### Concours complet
| Athlète      | Cheval          | Compétition | Dressage  | Dressage | Cross-country | Cross-country | Cross-country | Saut d'obstacles | Saut d'obstacles | Saut d'obstacles | Saut d'obstacles | Total | Total |
| Athlète      | Cheval          | Compétition | Dressage  | Dressage | Cross-country | Cross-country | Cross-country | Qualification    | Qualification    | Qualification    | Finale           | Total | Total |
| Athlète      | Cheval          | Compétition | Pénalités | Rang     | Pénalités     | Total         | Rang          | Pénalités        | Total            | Rang             | Pénalités        | Total | Rang  |
| ------------ | --------------- | ----------- | --------- | -------- | ------------- | ------------- | ------------- | ---------------- | ---------------- | ---------------- | ---------------- | ----- | ----- |
| Elmo Jankari | Duchess Désirée | Individuel  |           |          |               |               |               |                  |                  |                  |                  |       |       |

## Gymnastique

### Artistique
Hommes
| Athlète      | Compétition | Qualifications | Qualifications | Qualifications | Qualifications | Qualifications | Qualifications | Qualifications | Qualifications | Finale   | Finale   | Finale   | Finale   | Finale   | Finale   | Finale | Finale |
| Athlète      | Compétition | Appareil       | Appareil       | Appareil       | Appareil       | Appareil       | Appareil       | Total          | Rang           | Appareil | Appareil | Appareil | Appareil | Appareil | Appareil | Total  | Rang   |
| Athlète      | Compétition | S              | CA             | A              | SC             | BP             | BF             | Total          | Rang           | S        | CA       | A        | SC       | BP       | BF       | Total  | Rang   |
| ------------ | ----------- | -------------- | -------------- | -------------- | -------------- | -------------- | -------------- | -------------- | -------------- | -------- | -------- | -------- | -------- | -------- | -------- | ------ | ------ |
| Oskar Kirmes | Individuel  |                |                |                |                |                |                |                |                |          |          |          |          |          |          |        |        |

### Rythmique
| Athlète           | Compétition | Qualification | Qualification | Qualification | Qualification | Qualification | Qualification | Finale  | Finale | Finale | Finale | Finale | Finale |
| Athlète           | Compétition | Cerceau       | Ballon        | Massue        | Ruban         | Total         | Rang          | Cerceau | Ballon | Massue | Ruban  | Total  | Rang   |
| ----------------- | ----------- | ------------- | ------------- | ------------- | ------------- | ------------- | ------------- | ------- | ------ | ------ | ------ | ------ | ------ |
| Ekaterina Volkova | Individuel  |               |               |               |               |               |               |         |        |        |        |        |        |

## Haltérophilie
| Athlète      | Compétition | Arraché  | Arraché | Épaulé-jeté | Épaulé-jeté | Total | Rang |
| Athlète      | Compétition | Résultat | Rang    | Résultat    | Rang        | Total | Rang |
| ------------ | ----------- | -------- | ------- | ----------- | ----------- | ----- | ---- |
| Milko Tokola | -85 kg      |          |         |             |             |       |      |

## Lutte
| Athlète             | Compétition | Qualification       | Huitièmes de finale | Quarts de finale    | Demi-finales        | Repêchage 1         | Repêchage 2         | Finale              | Finale |
| Athlète             | Compétition | Adversaire Résultat | Adversaire Résultat | Adversaire Résultat | Adversaire Résultat | Adversaire Résultat | Adversaire Résultat | Adversaire Résultat | Rang   |
| ------------------- | ----------- | ------------------- | ------------------- | ------------------- | ------------------- | ------------------- | ------------------- | ------------------- | ------ |
| Lutte gréco-romaine |             |                     |                     |                     |                     |                     |                     |                     |        |
| Tero Välimäki       | - 66 kg     |                     |                     |                     |                     |                     |                     |                     |        |
| Rami Hietaniemi     | - 85 kg     |                     |                     |                     |                     |                     |                     |                     |        |

| Athlète     | Compétition | Qualification       | Huitièmes de finale | Quarts de finale    | Demi-finales        | Repêchage 1         | Repêchage 2         | Finale              | Finale |
| Athlète     | Compétition | Adversaire Résultat | Adversaire Résultat | Adversaire Résultat | Adversaire Résultat | Adversaire Résultat | Adversaire Résultat | Adversaire Résultat | Rang   |
| ----------- | ----------- | ------------------- | ------------------- | ------------------- | ------------------- | ------------------- | ------------------- | ------------------- | ------ |
| Lutte libre |             |                     |                     |                     |                     |                     |                     |                     |        |
| Petra Olli  | -58 kg      |                     |                     |                     |                     |                     |                     |                     |        |

## Natation

### Natation sportive
| Athlète             | Épreuve          | Séries        | Séries | Demi-finales | Demi-finales | Finale  | Finale  |
| Athlète             | Épreuve          | Temps         | Rang   | Temps        | Rang         | Temps   | Rang    |
| ------------------- | ---------------- | ------------- | ------ | ------------ | ------------ | ------- | ------- |
| Matias Koski        | 200 m nage libre |               |        |              |              |         |         |
| Matias Koski        | 400 m nage libre | 3 min 55 s 57 | 42e    | NC           | NC           | Éliminé | Éliminé |
| Ari-Pekka Liukkonen | 50 m nage libre  |               |        |              |              |         |         |
| Matti Mattsson      | 100 m brasse     | 1 min 02 s 45 | 38e    | Éliminé      | Éliminé      | Éliminé | Éliminé |
| Matti Mattsson      | 200 m brasse     |               |        |              |              |         |         |

| Athlète          | Épreuve          | Séries        | Séries | Demi-finales | Demi-finales | Finale   | Finale   |
| Athlète          | Épreuve          | Temps         | Rang   | Temps        | Rang         | Temps    | Rang     |
| ---------------- | ---------------- | ------------- | ------ | ------------ | ------------ | -------- | -------- |
| Jenna Laukkanen  | 100 m brasse     |               |        |              |              |          |          |
| Jenna Laukkanen  | 200 m brasse     |               |        |              |              |          |          |
| Tanja Kylliäinen | 200 m 4 nages    |               |        |              |              |          |          |
| Tanja Kylliäinen | 400 m 4 nages    | 4 min 45 s 33 | 25e    | NC           | NC           | Éliminée | Éliminée |
| Mimosa Jallow    | 100 m dos femmes | 1 min 01 s 58 | 24e    | Éliminée     | Éliminée     | Éliminée | Éliminée |

## Taekwondo
Femmes
| Athlète       | Compétition | Huitièmes de finale | Quarts de finale    | Demi-finales        | Repêchage 1         | Repêchage 2         | Finale              | Finale |
| Athlète       | Compétition | Adversaire Résultat | Adversaire Résultat | Adversaire Résultat | Adversaire Résultat | Adversaire Résultat | Adversaire Résultat | Rang   |
| ------------- | ----------- | ------------------- | ------------------- | ------------------- | ------------------- | ------------------- | ------------------- | ------ |
| Suvi Mikkonen | -57 kg      |                     |                     |                     |                     |                     |                     |        |

## Tir
| Athlète       | Compétition | Qualification | Qualification | Finale       | Finale |
| Athlète       | Compétition | Points        | Rang          | Points       | Rang   |
| ------------- | ----------- | ------------- | ------------- | ------------ | ------ |
| Vesa Törnroos | Trap        | 22/23/24 (69) | 11e           | Non qualifié |        |

| Athlète             | Compétition | Qualification | Qualification | Finale       | Finale |
| Athlète             | Compétition | Points        | Rang          | Points       | Rang   |
| ------------------- | ----------- | ------------- | ------------- | ------------ | ------ |
| Satu Mäkelä-Nummela | Trap        | 22/24/20 (66) | 10e           | No qualifiée |        |

## Tir à l'arc
| Athlète       | Compétition       | Tour préliminaire | Tour préliminaire | 1er tour                      | 2e tour          | 3e tour          | Quarts de finale | Demi-finales     | Finale           | Finale |
| Athlète       | Compétition       | Score             | Rang              | Adversaire Score              | Adversaire Score | Adversaire Score | Adversaire Score | Adversaire Score | Adversaire Score | Rang   |
| ------------- | ----------------- | ----------------- | ----------------- | ----------------------------- | ---------------- | ---------------- | ---------------- | ---------------- | ---------------- | ------ |
| Samuli Piippo | Individuel hommes | 633               | 54e               | Battu par Florian Floto 0 - 6 | non qualifié     | non qualifié     | non qualifié     | non qualifié     | non qualifié     | 33e    |
| Taru Kuoppa   | Individuel femmes | 643               | 14e               | Battue par Htwe San Yu 3 - 7  | non qualifiée    | non qualifiée    | non qualifiée    | non qualifiée    | non qualifiée    | 33e    |